# 岑淮光
岑淮光（1934年—2022年12月23日），广东南海人，中国前男子乒乓球运动员。他曾获得1956年世界乒乓球锦标赛男子团体项目季军。退役后曾担任中国青年队的教练。